# Jagdverband 44
44-та винищувальна ескадра (нім. Jagdverband 44 (JV 44) — спеціалізований підрозділ реактивної винищувальної авіації Люфтваффе за часів Другої світової війни. Винищувальну частину JV 44 часто називали «підрозділом асів», тому що більшість пілотів, які були в ній протягом чотирьох місяців її існування, становили еліту Люфтваффе. Три чверті льотного складу були кавалерами Лицарського хреста Залізного хреста, серед її асів були Баркхорн, Бер, Лютцов та Штайнгофф.

## Історія
JV 44 розпочала формування за ініціативою генерал-інспектора винищувальної авіації генерал-лейтенанта Адольфа Галланда з середини січня 1945 року, хоча офіційний наказ про створення частини вийшов тільки 24 лютого. Базою для підрозділу став аеродром Бранденбург-Бріст. До нової частини пропонувалося перейти багатьом німецьким асам з різних ескадр, більшість з яких прийняли запрошення. До кінця березня проходили ознайомлення з новим типом літака Me 262 і тренувальні польоти, хоча вже 22 лютого Йоганнес Штайнгофф здобув першу перемогу у складі JV 44. В ході навчального польоту лейтенант Бломерт і Штайнгофф наткнулися на групу радянських літаків, з яких один — штурмовик Іл-2 — був збитий. 25 березня, також під час «тренінгу», один з німецьких пілотів збив над Пенемюнде «Москіто» 544-ї британської ескадрильї.
На початку квітня частину перевели на новий аеродром Мюнхен-Рієм. Вже 3 квітня над Мюнхеном унтер-офіцер Едуард Шалльмозер таранив «Лайтнінг». Через два дні кілька Me 262 атакувало з'єднання британських бомбардувальників і збили п'ять з них — три «Ліберейтори» і дві «Фортеці».
До кінця війни JV 44 продовжувало битися, досягши співвідношення втрат 4:1 на свою користь. Загалом у підрозділі служило 50 пілотів та було 25 літаків.